# 得分

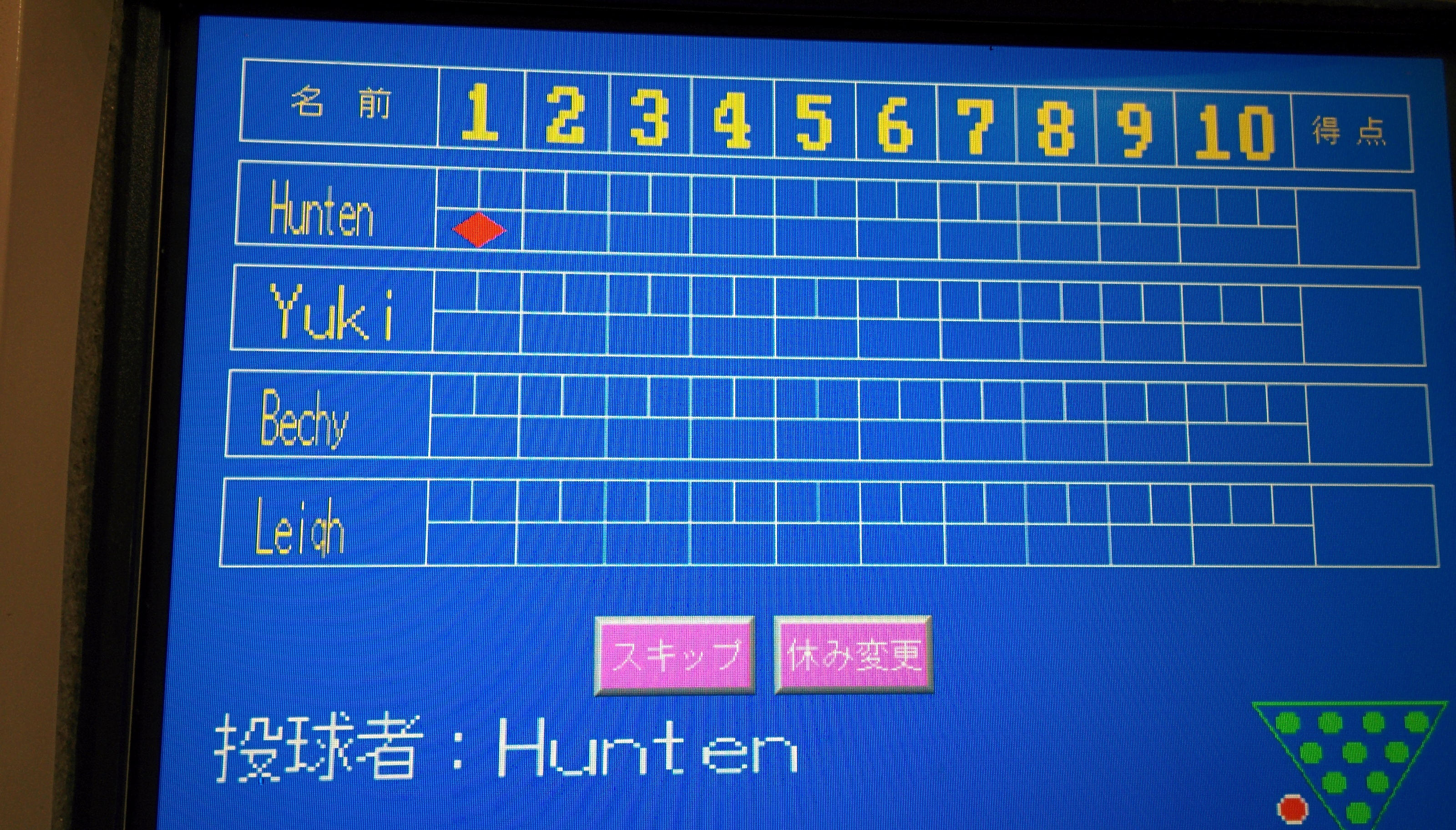
保齡球的得分狀態

得分是指在測驗、體育、遊戲中取得分數的過程。

## 測驗
在教育領域，教師用成績來衡量學生在一定時期內的學習狀況。

## 體育
在大多數的體育項目規則中，於比賽結束時，得分較高的選手或隊伍會贏得比賽勝利。以下舉例幾項運動的得分方式，詳細內容請參閱各運動項目規則：
- 棒球：打者將投手投出的球擊出到界內，使跑者依序從一壘、二壘、三壘到本壘，每個跑者完成此動作時得1分。
- 跳水：由數名評分裁判組成的裁判團評分，每個裁判能給的滿分是10分。
- 足球：球整體低於球門橫樑並越過兩球門柱間端線時，進攻球隊得分。
- 籃球：將籃球投進籃框中以得分，投籃得兩分、三分球投籃得三分、罰球則得一分。

## 遊戲
在遊戲中，分數是一項與玩家或團隊相關聯的數值，遊戲中有各式各樣可能提高或降低分數的事件。通常被做為玩家在遊戲中是否成功的指標，獲得更高的分數是贏得遊戲競爭的方式。